# Oncidium dichromaticum
Oncidium dichromaticum är en orkidéart som beskrevs av Heinrich Gustav Reichenbach. Oncidium dichromaticum ingår i släktet Oncidium och familjen orkidéer. Inga underarter finns listade i Catalogue of Life.